# André Boerstra
André Boerstra   (Bandung, 11 de desembre de 1924 - la Haia, 17 de març de 2016) va ser un jugador d'hoquei sobre herba neerlandès que va competir durant les dècades de 1940 i 1950.
Durant la seva carrera esportiva va prendre part en dues edicions dels Jocs Olímpics: el 1948, a Londres, on va guanyar la medalla de bronze com a membre de l'equip neerlandès en la competició d'hoquei sobre herba, i el 1952, a Hèlsinki, on va guanyar la medalla de plata. Guanyà les lligues nacionals de 1948, 1949, 1951 i 1952.